# رتیل اسکلتی
رتیل اسکلتی (نام علمی: Ephebopus murinus) نام یک گونه از تیره رتیل است.این گونه رتیل در کشورهای آمریکای جنوبی یافت می شود.نام این گونه برگرفته پاهای اسکلت شکلکش است.بالغ رتیل اسکلتی می‌تواند تا ۱۱-۱۲سانتی متر رشد کند.این گونه در شمال برزیل، گوبان فرانسه، وسورینام یافت می شود.